# 白洗猪
白洗猪，又称苗寨猪，是中国贵州省的一个地方猪种。白洗猪分为白洗猪、谷陇猪、金盆猪、平庄猪、坪地猪、小河山猪六个类群。
白洗猪主产于贵州省施秉县杨柳塘镇白洗村，中心产区在贵州省施秉县杨柳塘镇白洗村、翁西及黄平县谷陇等地。
白洗猪全身黑色，皮肤微红，耳下垂。